# Steven Horwitz
Steven G. Horwitz (ur. 7 lutego 1964 w Detroit, zm. 27 czerwca 2021 w Indianapolis) – amerykański ekonomista.

## Życiorys
W 1985 roku ukończył studia na Uniwersytecie Michigan, a w 1990 roku obronił doktorat z ekonomii na George Mason University. Wykładał kolejno na Ball State University i na St. Lawrence University. Pełnił funkcję dyrektora Institute for the Study of Political Economy.
Publikował także felietony dla organizacji Bleeding Heart Libertarians, Foundation for Economic Education, Future of Freedom Foundation i Library of Economics and Liberty.
W 2020 roku otrzymał Julian L. Simon Memorial Award

## Książki[1]
- Monetary Evolution, Free Banking, and Economic Order (1992, 2019)
- Microfoundations and Macroeconomics: An Austrian Perspective (2000)
- Hayek’s Modern Family: Classical Liberalism and the Evolution of Social Institutions (2016)
- Austrian Economics: An Introduction (2020)